# Antałowci
Antałowci (ukr. Анталовці) – wieś na Ukrainie w rejonie użhorodzkim obwodu zakarpackiego.